# B. Everett Jordan
Benjamin Everett Jordan, född 8 september 1896 i Randolph County, North Carolina, död 15 mars 1974 i Alamance County, North Carolina, var en amerikansk demokratisk politiker. Han representerade North Carolina i USA:s senat 1958–1973.
Jordan studerade vid Trinity College (numera Duke University). Han deltog i första världskriget i USA:s armé. Han var sedan verksam inom textilindustrin i North Carolina.
Senator W. Kerr Scott avled 1958 i ämbetet och guvernör Luther H. Hodges utnämnde Jordan till senaten. Han vann fyllnadsvalet 1958 och omvaldes 1960 och 1966. Jordan var först för USA:s deltagande i Vietnamkriget men ändrade senare åsikt och ville ha trupperna hem från Vietnam. Han besegrades i demokraternas primärval inför senatsvalet 1972 av Nick Galifianakis. Republikanen Jesse Helms besegrade Galifianakis i senatsvalet och efterträdde 1973 Jordan i senaten.
Jordan var metodist och frimurare. Han gravsattes på Pine Hill Cemetery i Burlington, North Carolina.